# Minden idők legjobb karácsonya
A Minden idők legjobb karácsonya (eredeti cím: Best. Christmas. Ever.) 2023-as amerikai karácsonyi romantikus filmvígjáték, melyet Todd Gallicano és Charles Shyer forgatókönyvéből Mary Lambert rendezett. A főbb szerepekben Heather Graham, Brandy Norwood, Matt Cedeño és Jason Biggs látható.
A film 2023. november 16-án jelent meg a Netflixen.

## Cselekmény
Charlotte és Rob Sanders, akik szerény életet élnek egy kis lakásban, úgy érzik, beárnyékolja őket Charlotte főiskolai barátnőjének, Jackie Jenningsnek látszólag tökéletes élete. Jackie éves karácsonyi levele, amelyben részletesen beszámol családja rendkívüli eredményeiről, irigységet és szkepticizmust vált ki Charlotte-ban.
Charlotte, aki úgy érzi, hogy a saját családja sem figyelemre méltó, leírja lánya, Dora Marvel-képregények iránti megszállottságát, fia, Grant ragaszkodását egy plüssmajomhoz, Rob életképtelen álmát a házfelújításról, és a saját elvetélt feltalálói álmait. Amikor Grant, félreértve anyja szarkazmusát, karácsonyra Jenningsékhez navigálja a családot, hóesésben találják magukat, és kénytelenek maradni.
Charlotte Jackie családjára gyanakszik, különösen miután megismerkedik Jackie fitt, latin férjével, Valentinóval. A bizalmatlansága arra készteti, hogy a házukban szaglásszon. Eközben a gyerekek Beatrix szkepticizmusának hatására egy félresikerült küldetésbe kezdenek, hogy leleplezzenek egy plázai Mikulást, ami egy konfrontációs jelenetben csúcsosodik ki.
Charlotte félreértelmezett levelezés alapján titkos viszonnyal vádolja Jackie-t és Robot. Ez ahhoz vezet, hogy kiderül Rob ártalmatlan hagyománya, miszerint Jackie karácsonyi leveleit megosztja a családjukkal, amit Charlotte közismert megvetése miatt titokban tartanak.
A film csúcspontja egy bonyolult, napenergiával működő hőlégballon, amely Jackie néhai fiának, Danielnek állít emléket. Az események sorozata egy karácsonyi felvonulást eredményez, ahol a Mikulás szánja véletlenül a léggömbhöz csatlakozik.
A film epilógusában a Sanders és a Jennings családok közösen írnak karácsonyi levelet. Charlotte új találmányával büszkélkedik, míg Jenningsék a napenergiával működő hőlégballonozással népszerűsítik civil szervezetüket (NGO).

## Szereplők
| Szerep            | Színész              | Magyar hang           |
| ----------------- | -------------------- | --------------------- |
| Charlotte Sanders | Heather Graham       | Solecki Janka         |
| Jackie Jennings   | Brandy Norwood       | Détár Enikő           |
| Rob Sanders       | Jason Biggs          | Hevér Gábor           |
| Valentino         | Matt Cedeño          | Varga Rókus           |
| Grant Sanders     | Wyatt Hunt           | Holló-Zsadányi Norman |
| Dora Sanders      | Abby Villasmil       | Bak Julianna          |
| Beatrix Jennings  | Madison Skye Validum | Schmidt Regina        |
| Rose McCaffrey    | Nadia Sine           |                       |
| Keiko             | Janet Lo             |                       |

### Magyar változat
- Magyar szöveg: Nacsa-Bán Zsanett
- Hangmérnök: Gajda Mátyás
- Vágó: Házi Sándor
- Gyártásvezető: Derzsi Kovács Éva
- Szinkronrendező: Dezsőffy Rajz Katalin
- Produkciós vezető: Haramia Judit

A szinkront az Iyuno Hungary készítette el.